# Mile 81
Mile 81 (titre original : Mile 81) est un roman court de Stephen King publié initialement  le 1er septembre 2011 sous forme de livre numérique incluant aussi un extrait du roman de Stephen King 22/11/63, publié deux mois plus tard. Il a ensuite été intégré au recueil de nouvelles Le Bazar des mauvais rêves, publié en 2015.

## Résumé
Au 81e mile de l'Interstate 95, il y a une aire de repos fermée au public où des lycéens ont l'habitude de venir boire de l'alcool. Pete Simmons, âgé de dix ans et laissé seul par grand frère censé le surveiller, s'y rend pour tromper l'ennui et trouve une bouteille de vodka ainsi que des magazines pornographiques. Il boit suffisamment pour tomber dans un sommeil éthylique. Une voiture couverte de boue et sans plaques d'immatriculation arrive dans l'aire de repos, renversant au passage les signalisations indiquant sa fermeture, mais personne n'en sort lorsque sa portière s'ouvre.
Un représentant d'assurances s'arrête pour vérifier si le conducteur de cette voiture n'a pas besoin d'aide. Il se retrouve collé à la portière lorsqu'il la touche puis est entraîné à l'intérieur et dévoré. C'est ensuite au tour d'une éleveuse de chevaux qui s'est arrêtée avec sa bétaillère de subir le même sort. Un couple est à son tour tué par le véhicule sous les yeux de leurs deux jeunes enfants. L'aînée, âgé de six ans, prévient les secours mais le premier policier à arriver sur les lieux est lui aussi englué et tué. Pete, qui a été réveillé par les cris, assiste à ce dernier meurtre. À l'aide de sa loupe, il réussit à enflammer une partie du véhicule. Celui-ci se révèle être une entité extra-terrestre camouflée sous l'apparence d'une voiture qui prend la fuite en disparaissant dans les airs pour échapper à la douleur infligée par la brûlure.

## Accueil critique
Parmi les critiques positives, John Saavedra, de Den of Geek, estime que c'est une histoire « particulièrement bonne » sur le thème de la machine tueuse qu'il a déjà plusieurs fois exploré. Rene Rodriguez, du Miami Herald, évoque une histoire « implacable ». Pour Guy Pewsey, de The Independent, cette histoire au rythme soutenu est une « efficace mise en bouche » malgré l'absurdité du postulat de départ. Cathy Jakicic, du Milwaukee Journal Sentinel, la compte parmi les cinq meilleures nouvelles du recueil pour son côté effrayant qui rappelle les vieux classiques de l'écrivain.
Du côté des critiques négatives, Ethan Gilsdorf, du Boston Globe, estime que cette « resucée » de Christine est « l'une des histoires les plus faibles du recueil ». Pour Benjamin Evans, du Guardian, cette nouvelle aurait pu être une amusante parodie de Christine mais elle tourne au « ringard » en raison de ses « personnages insipides » et de sa fin prévisible.